# Sobremesa de gelatina

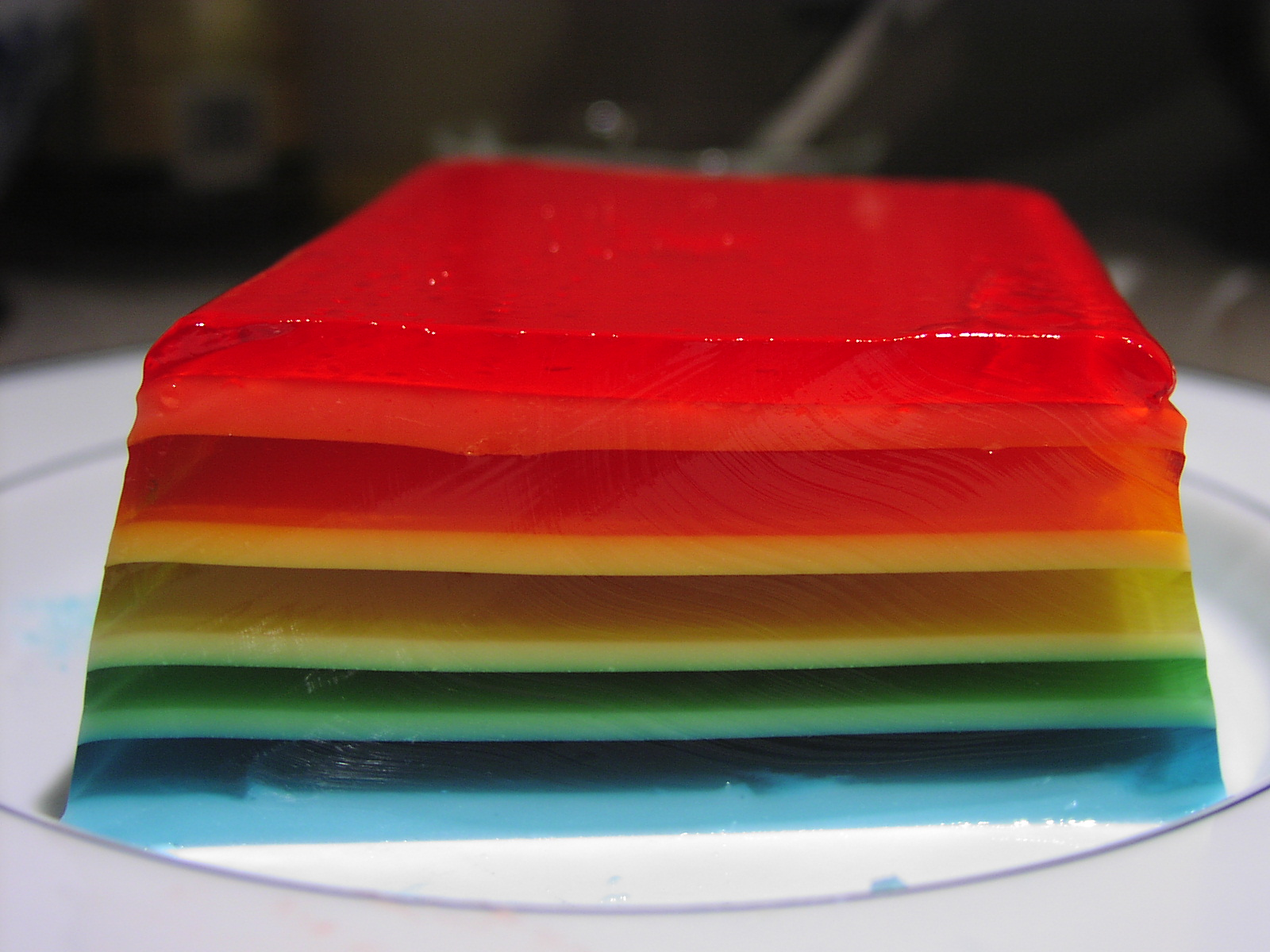
Uma sobremesa multicolorida à base de gelatina em camadas

As sobremesas de gelatina são sobremesas feitas com um produto de colágeno processado adoçado e aromatizado (gelatina), que faz com que a sobremesa endureça de um líquido para um gel sólido elástico e macio. Esse tipo de sobremesa foi registrado pela primeira vez como gelatina por Hannah Glasse em seu livro do século XVIII, The Art of Cookery, aparecendo em uma camada de trifle.
Elas podem ser feitas combinando gelatina simples com outros ingredientes ou usando uma mistura de gelatina com aditivos. As sobremesas de gelatina pré-preparadas são vendidas em uma variedade de formatos, desde formas decorativas grandes até xícaras individuais.
As marcas populares de gelatina pré-misturadas incluem: Aeroplane Jelly na Austrália, Hartley's (antiga Rowntree's) no Reino Unido e Jell-O da Kraft Foods e Royal da Jel Sert na América do Norte. Nos Estados Unidos e no Canadá, essa sobremesa é conhecida pela marca registrada genérica "jello".

## Histórico

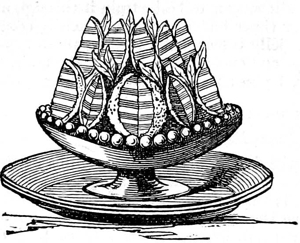
Gravura em madeira de gelatinas de laranja decorada com folhas de murta, no livro de culinária Modern Cookery for Private Families, de Eliza Acton, 1855.

Antes da gelatina se tornar amplamente disponível como produto comercial, a sobremesa de gelatina mais comum era a "geleia de pata de bezerro". Como o nome indica, ela era feita extraindo e purificando a gelatina da pata de um bezerro. Essa gelatina era usada em pratos salgados em aspic ou misturada com suco de frutas e açúcar para uma sobremesa.

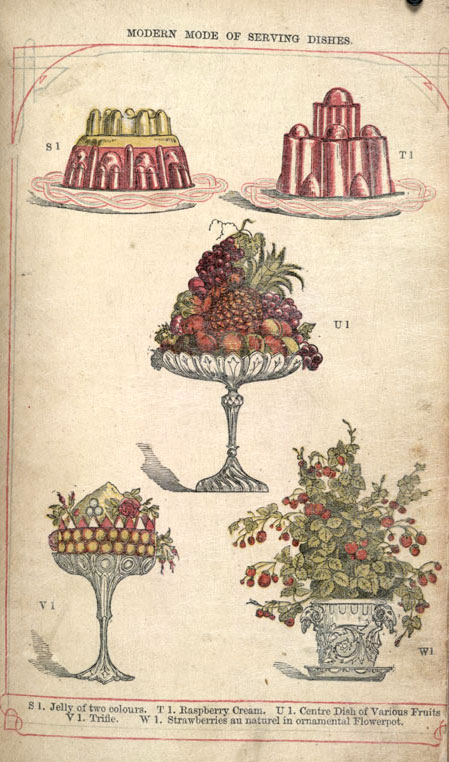
Ilustrações de gelatina (fileira superior) do Livro de Administração Doméstica (Book of Household Management) de Isabella Beeton, 1861. Acima à esquerda, "gelatina de duas cores", acima à direita, sabor "creme de framboesa".

No século XVIII, a gelatina de pés de bezerro, ictiocola e chifre de boi era colorida de azul com suco de violeta, amarelo com açafrão, vermelho com cochonilha e verde com espinafre, e deixada em camadas em copos pequenos e estreitos. Era aromatizada com açúcar, suco de limão e especiarias misturadas. A escritora inglesa de culinária Hannah Glasse foi a primeira a registrar o uso de gelatina em trifle no seu livro The Art of Cookery, publicado pela primeira vez em 1747. As preparações para fazer gelatina (incluindo ilustrações) também aparecem nos livros de receitas mais vendidos das escritoras inglesas Eliza Acton e Isabella Beeton no século XIX.
Devido à natureza demorada da extração da gelatina de ossos de animais, as sobremesas de gelatina eram um símbolo de status até meados do século XIX, pois indicavam a necessidade de uma grande equipe de cozinha. Os moldes de gelatina eram muito comuns nos utensílios de cozinha das casas senhoriais.

## Preparação
Para fazer uma sobremesa de gelatina, a gelatina é dissolvida em um líquido quente com os sabores desejados e outros aditivos. Esses últimos ingredientes geralmente incluem açúcar, suco de frutas ou substitutos do açúcar; eles podem ser adicionados e variados durante a preparação ou pré-misturados com a gelatina em um produto comercial que requer geralmente a adição de água quente para o preparo.
Além dos adoçantes, as misturas comerciais geralmente contêm agentes aromatizantes e outros aditivos, como ácido adípico, ácido fumárico, citrato de sódio, aromatizantes artificiais e corantes alimentícios. Como o colágeno é processado extensivamente, o produto final não é classificado como produto animal pelo governo federal dos EUA.

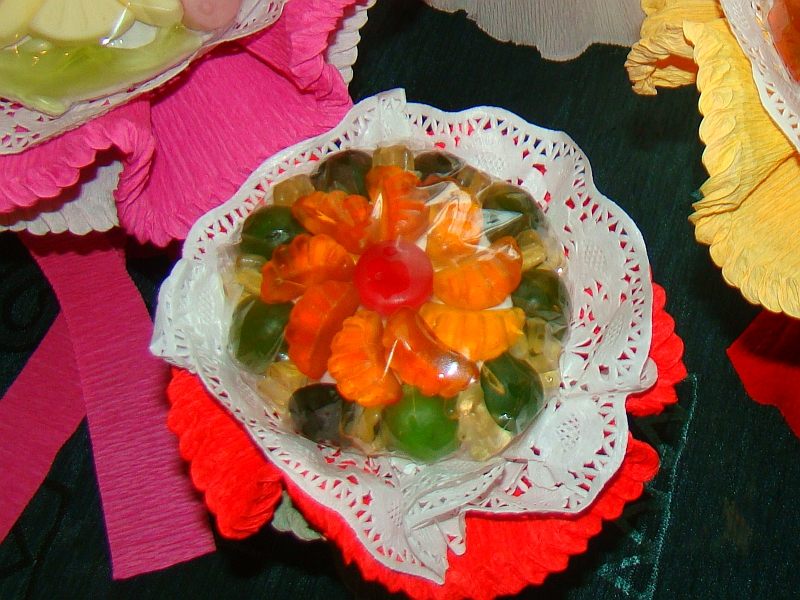
Uma sobremesa de gelatina com pedaços de frutas

As misturas comerciais podem ser vendidas em pó ou em um bloco gelatinoso concentrado, dividido em pequenos quadrados. Ambos os tipos são misturados com água quente suficiente para dissolvê-la completamente e, em seguida, misturados com água fria para formar o volume de líquido especificado na embalagem.
A solubilidade da gelatina em pó pode ser aumentada polvilhando-a no líquido alguns minutos antes do aquecimento, "inchando" os grânulos individuais. A mistura totalmente dissolvida é então refrigerada, formando lentamente um gel coloidal à medida que esfria.
As sobremesas de gelatina podem ser aprimoradas de várias maneiras, como o uso de formas decorativas, a criação de camadas multicoloridas com a adição de uma nova camada de líquido levemente resfriado sobre a camada previamente solidificada ou a suspensão de elementos comestíveis não solúveis, como marshmallows ou frutas. Alguns tipos de frutas frescas e seus sucos não processados são incompatíveis com sobremesas de gelatina.
Quando totalmente resfriadas, as proporções mais comuns de gelatina para líquido (conforme as instruções nas embalagens comerciais) geralmente resultam em uma textura semelhante a um gel semi-sólido, que pode reter formas detalhadas quando fria, mas que derrete e volta a ser um líquido viscoso quando quente. Uma receita que pede a adição de gelatina à gelatina comum resulta em um produto "emborrachado" que pode ser cortado em formas com cortadores de biscoito e comido com os dedos (chamado de "Knox Blox" pela empresa Knox, fabricante de gelatina sem sabor). Proporções mais altas de gelatina podem ser usadas para aumentar a estabilidade do gel, culminando em balas de goma que permanecem sólidas em temperatura ambiente (consulte Bloom (teste)).
A força de ruptura de uma mistura de gelatina é a medida de sua resistência. Ela é definida pela força, em gramas, necessária para comprimir a superfície do gel em 4 mm sem quebrá-lo, usando um êmbolo de 12,5 mm de diâmetro em 112 g de um gel de gelatina padrão de 6,67% peso/volume a 10 °C. É útil saber a força de expansão de um gel para determinar a possibilidade de substituir uma gelatina com uma determinada força de expansão por uma gelatina de outra força. Para tal, é possível usar a seguinte equação:
{\displaystyle C\times B^{\frac {1}{2}}=k}
ou
{\displaystyle C_{1}(B_{1})^{\frac {1}{2}}/(B_{2})^{\frac {1}{2}}=C_{2}}
onde
𝐶 é a concentração,
𝐵 é a força da expansão (g Bloom),
𝑘 é uma constante.
Por exemplo, ao fazer bala de goma, é importante saber que uma gelatina de 250 g Bloom tem uma textura muito mais curta (mais espessa) do que uma gelatina de 180 g Bloom.

### Drinks de gelatina

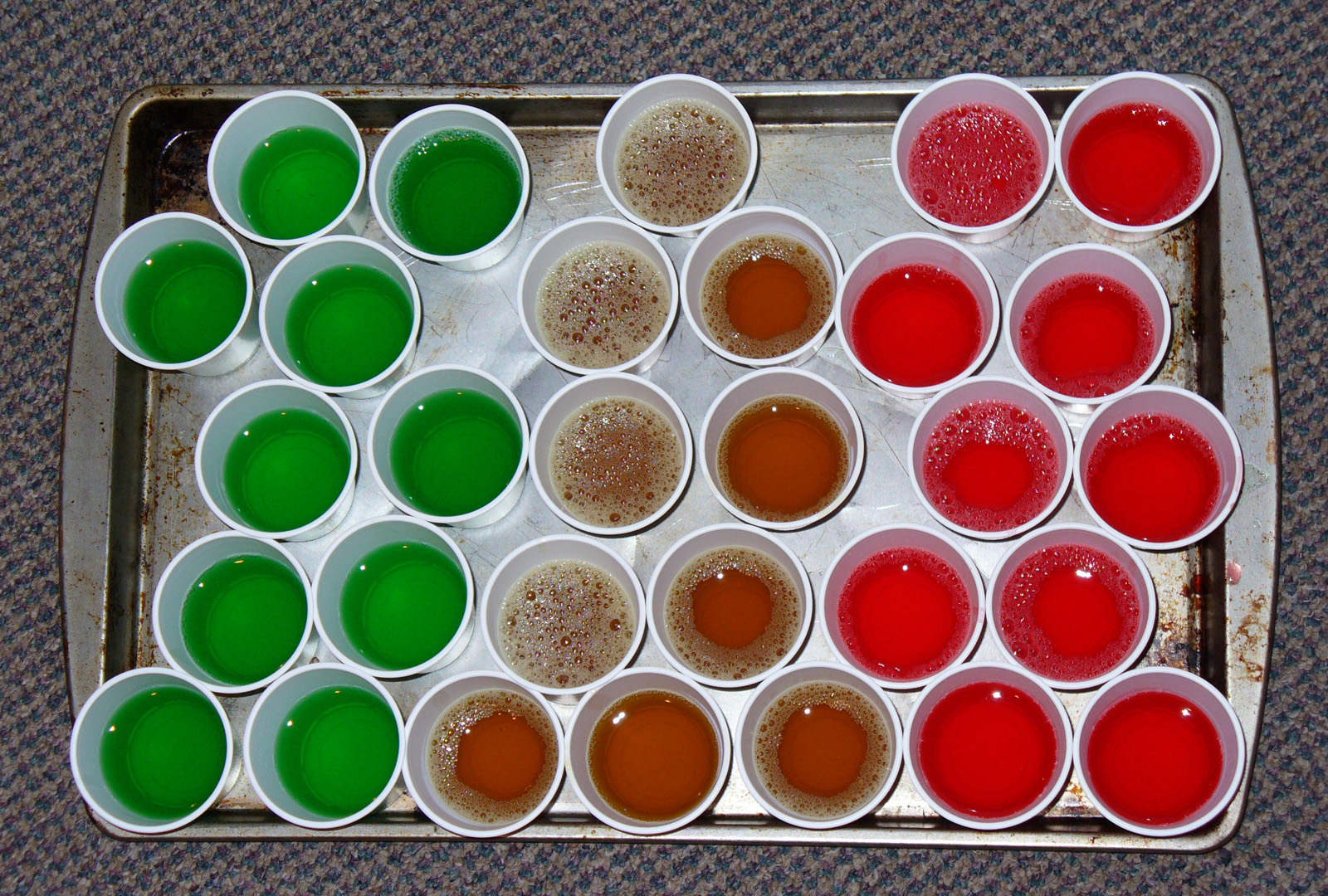
Uma bandeja de jelly shots antes da refrigeração

Um drink de gelatina ou jelly shot (geralmente chamado de Jell-O shot na América do Norte e vodca jelly ou jelly shot no Reino Unido e na Austrália) é um drink no qual um ou mais licores, geralmente vodca, rum, tequila ou álcool retificado, substitui parte da água ou do suco de fruta usado para congelar o gel.
O satírico e matemático americano Tom Lehrer afirma ter inventado o shot de gelatina na década de 1950, enquanto trabalhava para a Agência de Segurança Nacional, onde desenvolveu a gelatina com vodca como forma de contornar a restrição de bebidas alcoólicas na base. Uma das primeiras receitas publicadas de uma bebida alcoólica com gelatina data de 1862, encontrada em How to Mix Drinks, or The Bon Vivant's Companion de Jerry Thomas: sua receita de "Punch Jelly" pede a adição de ictiocola ou outra gelatina a um ponche feito de conhaque, rum e suco de limão.

### Sobremesas artísticas de gelatina

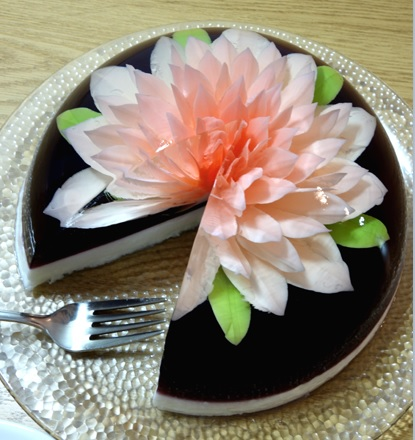
Uma flor feita de gelatina

As sobremesas artísticas de gelatina, também conhecidas como sobremesas de gelatina 3D, são feitas com a injeção de formas coloridas em uma base de gelatina aromatizada. As criações de Lourdes Reyes Rosas, da Cidade do México, deram início ao crescimento da popularidade dessa técnica de arte 3D em gelatina no início da década de 1990, que se espalhou pelos países do Ocidente e do Pacífico.
Essas sobremesas são feitas com gelatina de alta qualidade que tem um alto valor de Bloom e baixo odor e sabor. A base de gelatina transparente é preparada com gelatina, água, açúcar, ácido cítrico e aromatizante alimentar.
Quando a base de gelatina transparente endurece, formas coloridas são injetadas com uma seringa.
O material injetado geralmente consiste em um adoçante (mais comumente açúcar), algum tipo de líquido comestível (leite, creme, água, etc.), corante alimentar e um agente espessante, como amido ou gelatina adicional.
As formas são desenhadas fazendo-se incisões na base de gelatina transparente com objetos pontiagudos. O líquido colorido então preenche a fenda e torna visível a forma desenhada.
Mais comumente, as formas são desenhadas usando agulhas médicas estéreis ou ferramentas especializadas de arte em gelatina pré-cortadas que permitem que a forma seja cortada e preenchida com cor ao mesmo tempo.
As ferramentas de arte em gelatina são acopladas a uma seringa e usadas para injetar uma forma predeterminada na gelatina.
Quando combinadas com outros ingredientes, como creme de leite ou mousse, as sobremesas de gelatina artística podem ser montadas em formações visualmente impressionantes.

### Substitutos da gelatina
Veja também: ágar, carragenina, konjac

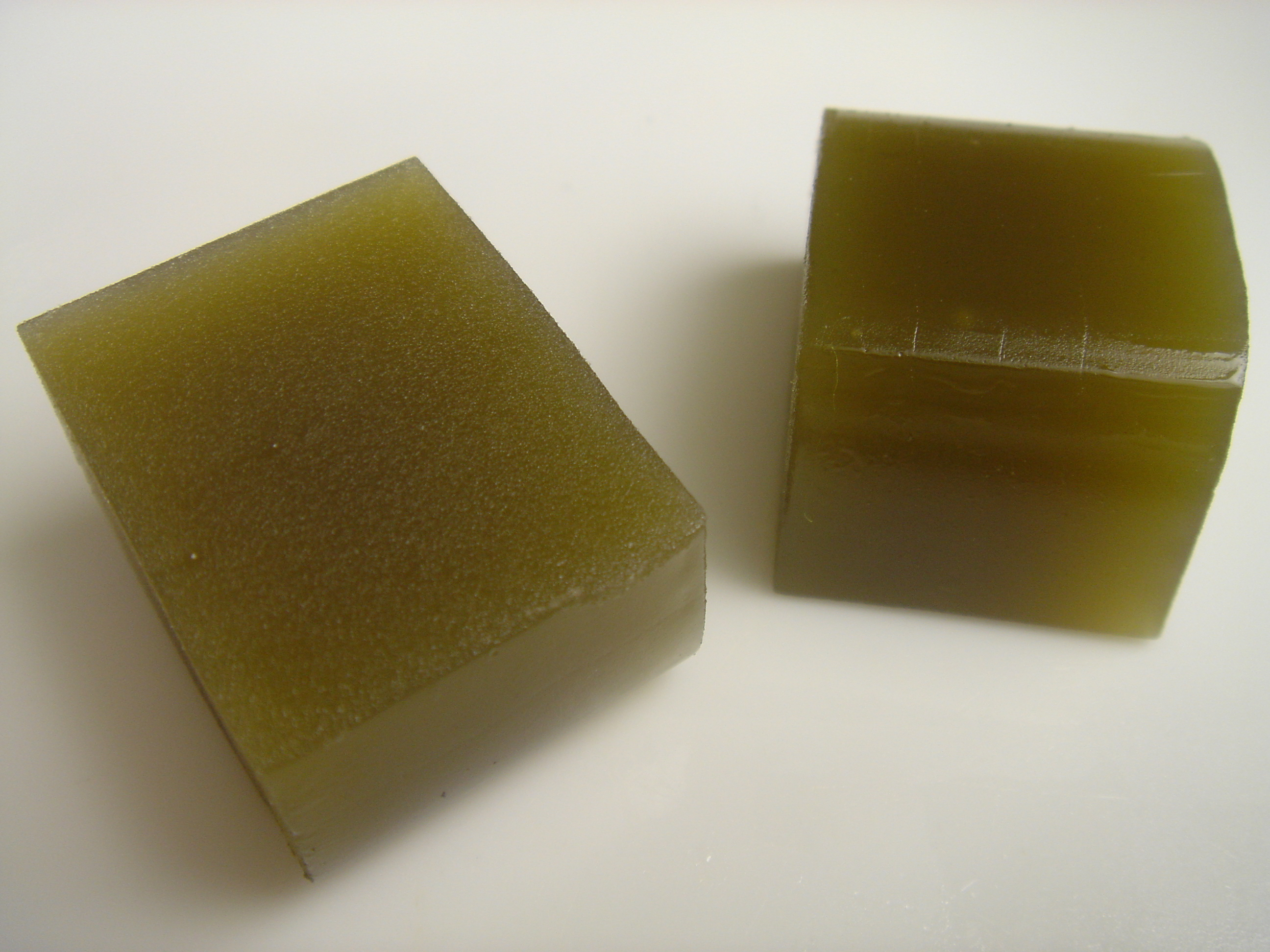
Yōkan é uma popular gelatina japonesa de feijão vermelho, feita de ágar, com sabor de chá verde

Outros agentes gelificantes culinários podem ser usados no lugar da gelatina de origem animal. Essas substâncias derivadas de plantas são mais parecidas com a pectina e outros carboidratos vegetais gelificantes do que com as proteínas da gelatina; suas propriedades físicas são ligeiramente diferentes, criando restrições diferentes para as condições de preparação e armazenamento. Esses outros agentes gelificantes também podem ser preferidos para determinadas cozinhas tradicionais ou restrições alimentares.

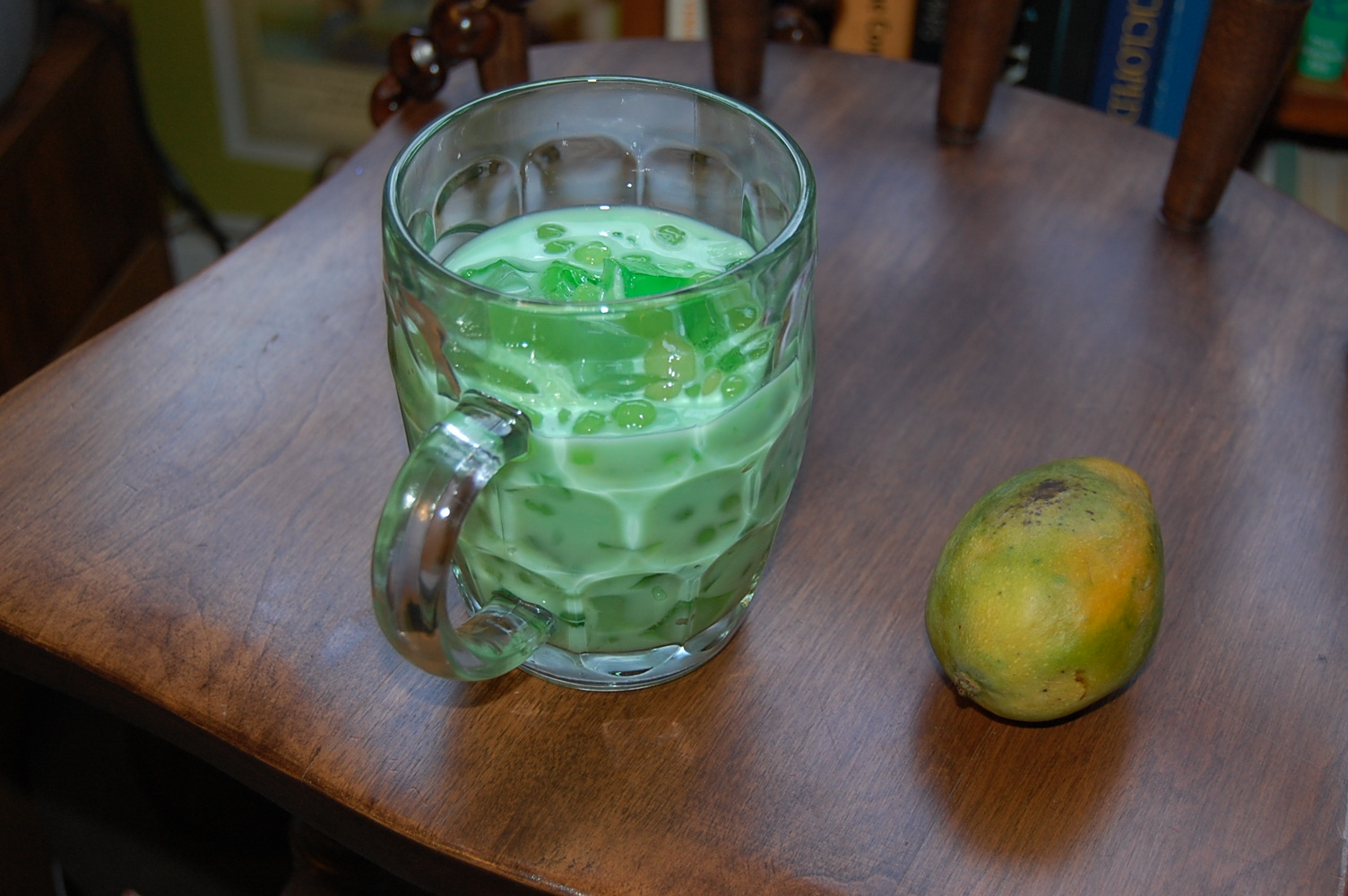
Buko pandan, uma bebida de sobremesa das Filipinas feita com cubos de gulaman com sabor de pandanus, um tradicional substituto de gelatina feito de carragenina

O ágar, um produto feito de algas vermelhas, é o agente gelificante tradicional em muitas sobremesas asiáticas. O ágar é um substituto popular da gelatina em misturas rápidas de gelatina em pó e géis de sobremesa que podem ser armazenados em temperatura ambiente. Em comparação com a gelatina, as preparações de ágar requerem uma temperatura de dissolução mais alta, mas os géis resultantes congelam mais rapidamente e permanecem sólidos em temperaturas mais altas, 40 °C, em vez de 15 °C para a gelatina. Os veganos e vegetarianos podem usar o ágar para substituir a gelatina de origem animal.
Outro substituto comum da gelatina à base de algas marinhas é a carragenina, que tem sido usada como aditivo alimentar desde a antiguidade. Ela foi produzida industrialmente pela primeira vez nas Filipinas, que foi pioneira no cultivo de espécies de algas vermelhas tropicais (principalmente Eucheuma e Kappaphycus spp.) das quais a carragenina é extraída. As Filipinas produzem 80% do suprimento mundial de carragenina. Os substitutos de gelatina da carragenina são tradicionalmente conhecidos como gulaman nas Filipinas. Ele é amplamente usado em várias sobremesas tradicionais e é vendido em barras secas ou em pó. Ao contrário da gelatina, o gulaman endurece em temperatura ambiente e é exclusivamente termorreversível. Se derretido em temperaturas mais altas, ele pode voltar à sua forma original depois de esfriar. A gelatina de carragenina também endurece mais firmemente do que o ágar e não tem o cheiro desagradável do ágar durante o cozimento. O uso da carragenina como substituto da gelatina se espalhou para outras partes do mundo, principalmente em cozinhas com restrições dietéticas contra a gelatina, como a kosher e halal. Ela também tem sido usada em shots de gelatina pré-embalados para torná-los estáveis em temperatura ambiente.
O konjac é um agente gelificante usado em muitos alimentos asiáticos, incluindo os populares doces de gelatina de konnyaku.

## Química

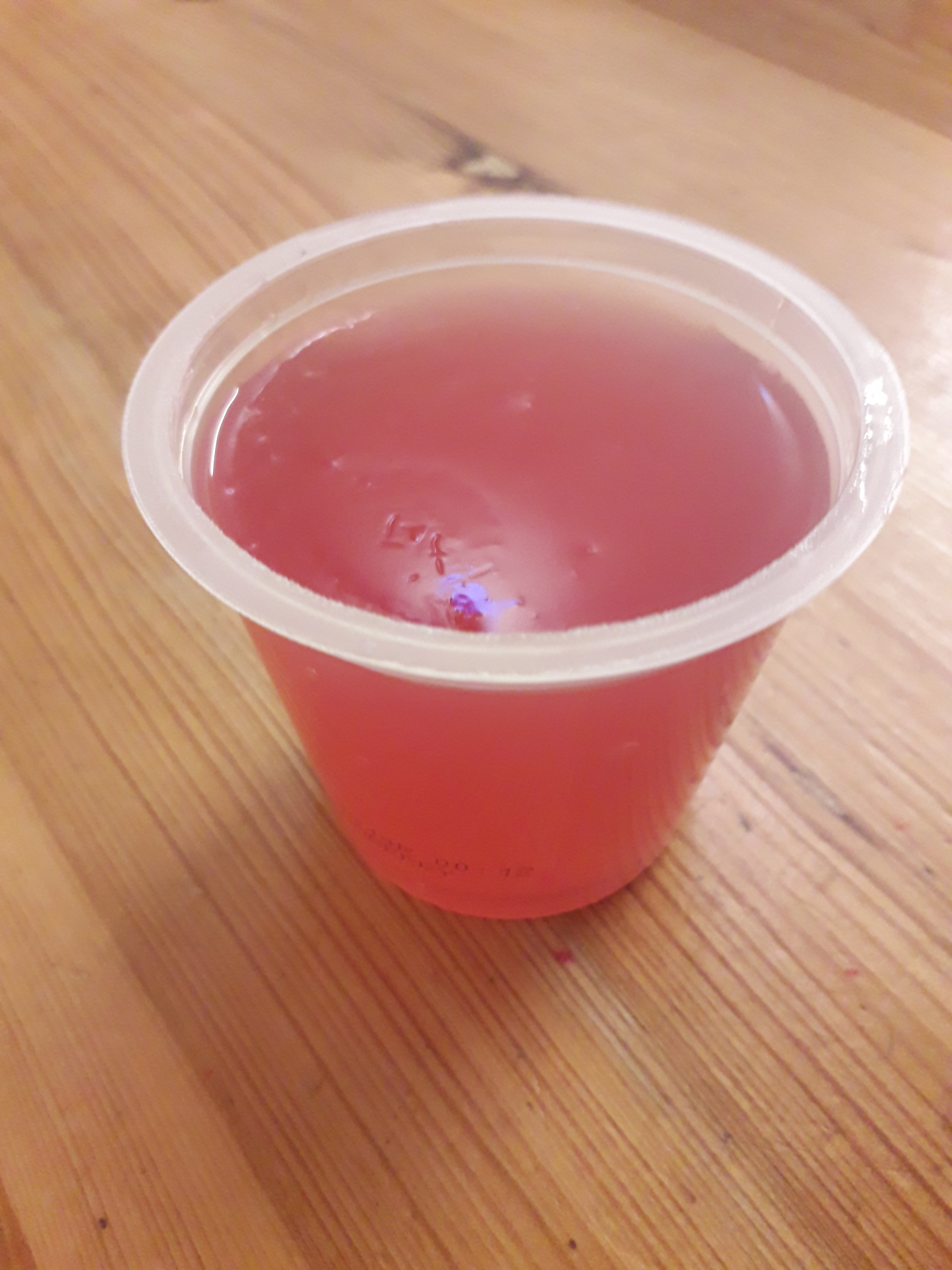
Um pote de gelatina de morango

A gelatina consiste em colágeno parcialmente hidrolisado, uma proteína altamente abundante em tecidos animais, como osso e pele. O colágeno é uma proteína composta por três cadeias de polipeptídeos que se formam em uma estrutura helicoidal. Para fazer uma sobremesa de gelatina, o colágeno é misturado com água e aquecido, rompendo as ligações que mantêm as três cadeias de polipeptídeos unidas. À medida que a gelatina esfria, essas ligações tentam se formar na mesma estrutura de antes, mas agora com pequenas bolhas de líquido entre elas. Isso dá à gelatina sua textura semissólida e semelhante a um gel.
Como a gelatina é uma proteína que contém grupos amino tanto ácidos quanto básicos, ela age como uma molécula anfotérica, exibindo propriedades ácidas e básicas. Isso permite que ela reaja com diferentes compostos, como açúcares e outros aditivos alimentares. Essas interações conferem à gelatina uma natureza versátil nas funções que desempenha em diferentes alimentos. Ela pode estabilizar espumas em alimentos como marshmallows, pode ajudar a manter pequenos cristais de gelo em sorvetes e pode até servir como emulsificante para alimentos como caramelo e margarina.
Embora muitas sobremesas de gelatina incorporem frutas, algumas frutas frescas contêm enzimas proteolíticas; essas enzimas cortam a molécula de gelatina em peptídeos (fragmentos de proteína) pequenos demais para formar um gel firme. O uso de tais frutas frescas em uma receita de gelatina resulta em uma sobremesa que nunca endurece.
Especificamente, o abacaxi contém a protease (enzima que quebra proteínas) bromelina, o kiwi contém actinidina, o figo contém ficaína e o mamão contém papaína. O cozimento ou o enlatamento desnatura e desativa as proteases, portanto, o abacaxi enlatado, por exemplo, funciona bem em uma sobremesa de gelatina.

## Definições e regulamentações legais

### China
Na China, a sobremesa de gelatina é definida como um alimento comestível semelhante a uma gelatina, preparado a partir de uma mistura de água, açúcar e agente gelificante. Os processos de preparação incluem preparação, gelificação, esterilização e embalagem. Na China, cerca de 250 aditivos legais são permitidos em sobremesas de gelatina como agentes gelificantes, corantes, adoçantes artificiais, emulsificantes e antioxidantes.
As sobremesas de gelatina são classificadas em cinco categorias de acordo com as diferentes substâncias aromatizantes que contêm. Os cinco tipos de substâncias aromatizantes incluem o tipo artificial com sabor de fruta (menos de 15% de suco de fruta natural), o tipo natural com sabor de fruta (acima de 15% de suco de fruta natural), o tipo natural com sabor de polpa de fruta e os produtos do tipo lácteo, que incluem ingredientes lácteos. O último tipo ("outros") resume as sobremesas de gelatina não mencionadas acima. Normalmente, é vendido em copos plásticos de dose única ou sacos plásticos para alimentos.

## Segurança

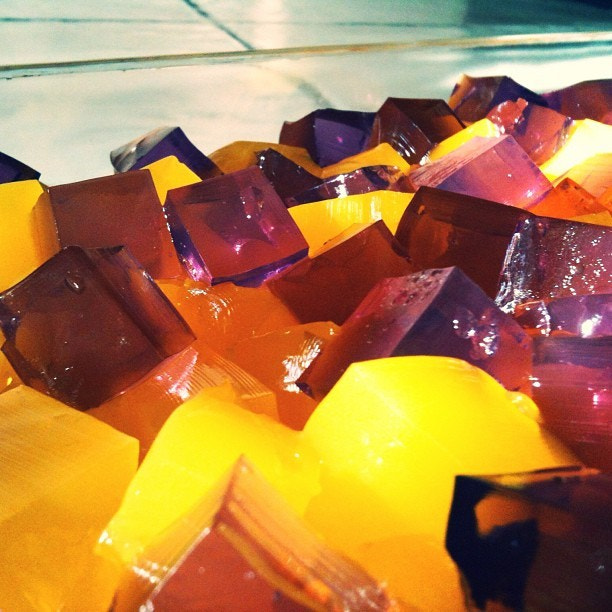
Cubos de gelatina

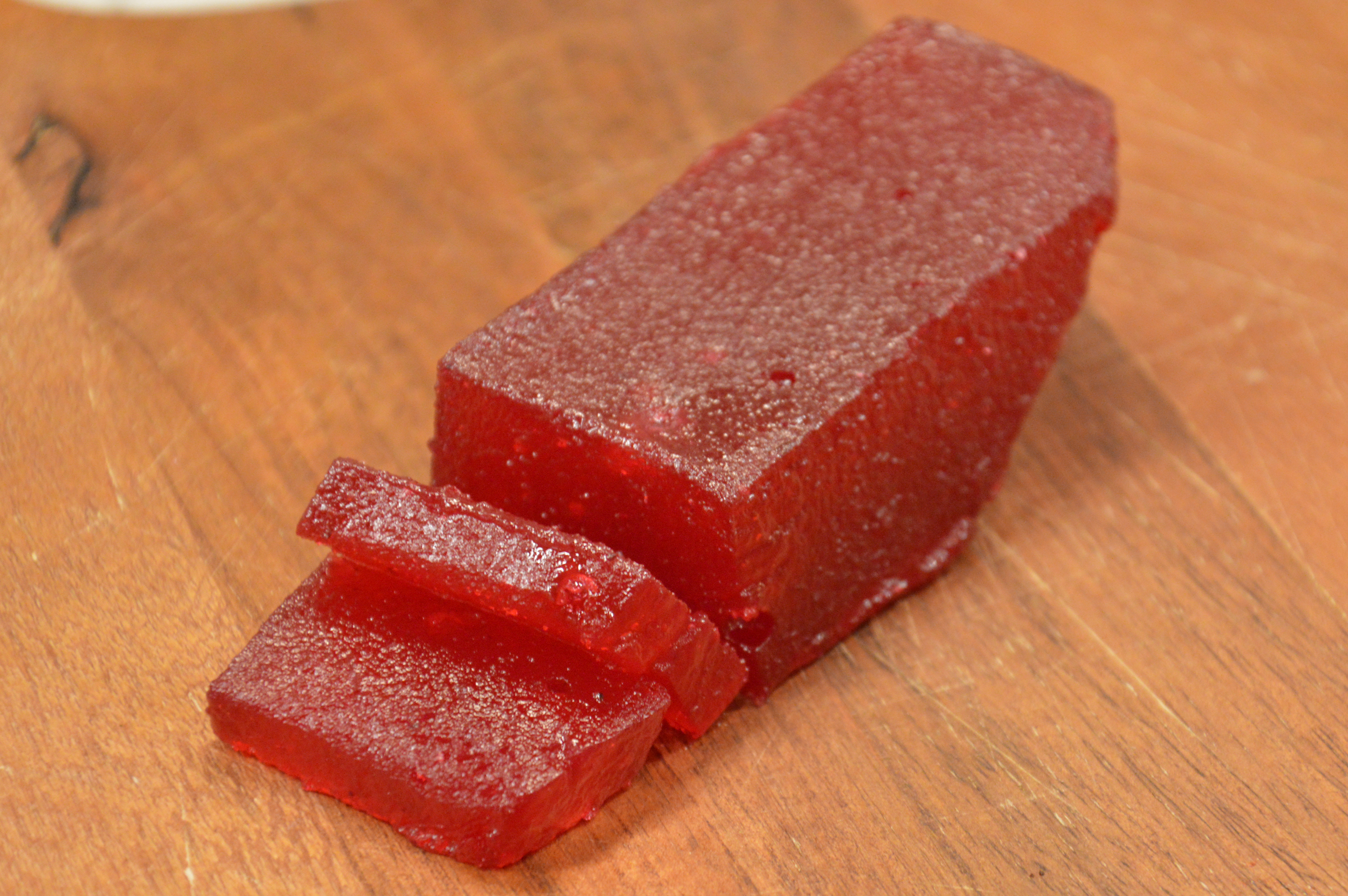
Hitlerszalonna

Embora a ingestão de carne bovina contaminada possa levar à doença de Creutzfeldt-Jakob (a variante humana da doença da vaca louca, encefalopatia espongiforme bovina), não há nenhum caso conhecido transmitido por meio de produtos de colágeno, como a gelatina.

## Gelatina no mundo
- Aam papad, uma conserva de manga do subcontinente indiano
- Gelatina de amêndoas, uma sobremesa doce de Hong Kong
- A cidra, do norte do Irã, é transformada em uma gelatina chamada morabbā-ye bālang
- Chakkavaratti, uma compota de jaca do sul da Índia feita com açúcar mascavo.
- A gelatina de café está presente em muitas sobremesas no Japão
- O molho de cranberry com gelatina é principalmente uma guloseima de feriado nos EUA e no Reino Unido.
- Götterspeise, uma sobremesa alemã feita de gelatina ou outro agente gelificante
- Gelatina de grama, um alimento da China e do Sudeste Asiático, geralmente servido em bebidas
- Bocadillo, um confeito latino-americano feito com polpa de goiaba e rapadura
- Hitlerszalonna ("bacon de Hitler"), vendido atualmente como gyümölcs íz. O nome original vem da real escassez de bacon durante a guerra. Essa gelatina densa de frutas foi consumida pelas tropas e civis húngaros durante a Segunda Guerra Mundial. Era feita de frutas misturadas, como ameixa, e vendida em blocos em forma de tijolos.
- Konjac, uma variedade de gelatina japonesa feita de konnyaku
- Jell-O foi nomeada o lanche oficial do estado americano de Utah em 2001. Uma tigela de gelatina com sabor de limão foi apresentada em um broche para os Jogos Olímpicos de Inverno de 2002, realizados em Salt Lake City.
- A gelatina Mayhaw é uma iguaria em partes do sul dos Estados Unidos.
- Muk, uma variedade de gelatina coreana, temperada e consumida como salada fria
- Nata de coco, gelatina feita de cocos originária das Filipinas
- Manjar turco, um tipo de sobremesa de gelatina turca
- Yōkan, uma sobremesa gelatinosa doce e pastosa do Japão, geralmente feita com feijão, batata-doce ou abóbora

## Links externos
- Jelly, Flummery and Creams Arquivado em 28 janeiro 2018 no Wayback Machine
- Peter Brears Jellies and Their Moulds Prospect Books  2010
- Ian Day (blog) Macedoine and other eccentric Victorian jellies